# Guglielmo VI d'Alvernia
Guglielmo d'Alvernia (seconda metà dell'XI secolo – 25 gennaio 1136) fu conte d'Alvernia e conte di Velay dal 1096 circa fino alla sua morte.

## Origine
Figlio secondogenito, ma, secondo lo storico, chierico, canonista e bibliotecario francese, Étienne Baluze, unico maschio del Conte d'Alvernia e conte di Gévaudan, Roberto II e di Giuditta di Melgueil (?- dopo il 30 aprile 1096), la figlia di Raimondo [I] Conte de Melgueil e di Beatrice di Poitiers, ma che, secondo il Baluze era la sorella di Raimondo [I] Conte de Melgueil e quindi era la figlia di Pierre, Conte de Melgueil e di Adelmodia.
Roberto II era il figlio secondogenito del Conte d'Alvernia e conte di Clermont, Guglielmo V e di Filippa di Gévaudan, che secondo il Baluze, era la figlia di Stefano, conte di Gévaudan, ed era quindi la sorella di Pons, conte di Gévaudan e Forez.

## Biografia
Guglielmo compare nel documento nº 3698 del Recueil des chartes de l'abbaye de Cluny, tomé 5, datato1095, come firmatario, assieme al padre, il conte d'Alvernia, Roberto II, di una donazione del re di Francia, Filippo I.
Alla morte del padre, secondo il Baluze, Guglielmo VI succedette a Roberto II, nel titolo di Conte d'Alvernia, nel 995 oppure nel 996.
Guglielmo VI si scontrò con il re di Francia, Luigi VI, che per due volte, nel 1122 e nel 1126, invase l'Alvernia e occupò Clermont; dopo la seconda conquista della città, Guglielmo VI fu obbligato ad ammettere le sue colpe di fronte al tribunale regio di Orléans.
Guglielmo morì nel 1136; la sua morte è registrata nel Histoire généalogique de la maison d'Auvergne, tome 2 del Beluze dove, all'inizio del capitolo XIV, si ricorda che Roberto III divenne conte il 25 gennaio di quell'anno. Gli succedette il figlio primogenito, Roberto III.

## Matrimonio e discendenza
Guglielmo aveva sposato una donna di cui non si conosce il nome, ma per una buona parte di storici la moglie di Guglielmo, nel 1087, fu Emma di Altavilla (1063 – 1119), la figlia del primo conte di Sicilia Ruggero il Normanno e della prima moglie Giuditta d'Evreux, mentre per il Baluze, il conte di Clarmont che aveva sposato Emma era il conte di Chiaramonte e non il conte d'Alvernia; infine, secondo le Europäische Stammtafeln, vol III, 732 (non consultate), la moglie di Guglielmo era Emma, figlia di Guglielmo d'Evreux, la zia materna di Emma di Altavilla, anche se la cosa è cronologicamente quasi impossibile.
Guglielmo dalla moglie ebbe due figli:
- Roberto (? - 1145), conte d'Alvernia[13]
- Guglielmo (? - 1182), conte d'Alvernia[13].

## Ascendenza
|                         |   |                       | Genitori                |  |  | Nonni |  |  | Bisnonni             |  |  | Trisnonni               |  |
|                         |   |                       |                         |  |  |       |  |  | Roberto I d'Alvernia |  |  | Guglielmo IV d'Alvernia |  |
|                         |   |                       |                         |  |  |       |  |  | Roberto I d'Alvernia |  |  | Guglielmo IV d'Alvernia |  |
|                         |   | Umberga               |                         |  |  |       |  |  | Roberto I d'Alvernia |  |  |                         |  |
| Guglielmo V d'Alvernia  |   |                       |                         |  |  |       |  |  | Roberto I d'Alvernia |  |  |                         |  |
|                         |   | Ermengarda d'Avignone | Guglielmo I di Provenza |  |  |       |  |  |                      |  |  |                         |  |
|                         |   | Ermengarda d'Avignone | Guglielmo I di Provenza |  |  |       |  |  |                      |  |  |                         |  |
|                         |   | Ermengarda d'Avignone | Adelaide d'Angiò        |  |  |       |  |  |                      |  |  |                         |  |
| Roberto II d'Alvernia   |   | Ermengarda d'Avignone |                         |  |  |       |  |  |                      |  |  |                         |  |
|                         |   | Stefano di Gévaudan   | …                       |  |  |       |  |  |                      |  |  |                         |  |
|                         |   | Stefano di Gévaudan   | …                       |  |  |       |  |  |                      |  |  |                         |  |
|                         |   | Stefano di Gévaudan   | …                       |  |  |       |  |  |                      |  |  |                         |  |
| Filippa di Gévaudan     |   | Stefano di Gévaudan   |                         |  |  |       |  |  |                      |  |  |                         |  |
|                         |   | …                     | …                       |  |  |       |  |  |                      |  |  |                         |  |
|                         |   | …                     | …                       |  |  |       |  |  |                      |  |  |                         |  |
|                         |   | …                     | …                       |  |  |       |  |  |                      |  |  |                         |  |
| Guglielmo VI d'Alvernia |   | …                     |                         |  |  |       |  |  |                      |  |  |                         |  |
|                         | … | …                     |                         |  |  |       |  |  |                      |  |  |                         |  |
|                         | … | …                     |                         |  |  |       |  |  |                      |  |  |                         |  |
|                         | … | …                     |                         |  |  |       |  |  |                      |  |  |                         |  |
| Raimondo I di Melgueil  | … |                       |                         |  |  |       |  |  |                      |  |  |                         |  |
|                         |   | …                     | …                       |  |  |       |  |  |                      |  |  |                         |  |
|                         |   | …                     | …                       |  |  |       |  |  |                      |  |  |                         |  |
|                         |   | …                     | …                       |  |  |       |  |  |                      |  |  |                         |  |
| Giuditta di Melgueil    |   | …                     |                         |  |  |       |  |  |                      |  |  |                         |  |
|                         |   | …                     | …                       |  |  |       |  |  |                      |  |  |                         |  |
|                         |   | …                     | …                       |  |  |       |  |  |                      |  |  |                         |  |
|                         |   | …                     | …                       |  |  |       |  |  |                      |  |  |                         |  |
| Beatrice di Poitiers    |   | …                     |                         |  |  |       |  |  |                      |  |  |                         |  |
|                         |   | …                     | …                       |  |  |       |  |  |                      |  |  |                         |  |
|                         |   | …                     | …                       |  |  |       |  |  |                      |  |  |                         |  |
|                         |   | …                     | …                       |  |  |       |  |  |                      |  |  |                         |  |
|                         |   | …                     |                         |  |  |       |  |  |                      |  |  |                         |  |

### Fonti primarie
- (LA)  Baluze, Histoire généalogique de la maison d'Auvergne, tome 2.
- (LA)  Recueil des chartes de l'abbaye de Cluny, tomé 5.

### Letteratura storiografica
- Louis Alphen, La Francia Luigi VI e Luigi VII (1108-1180), in «Storia del mondo medievale», vol. V, 1980, pp. 770–806
- (FR)  Baluze, Histoire généalogique de la maison d'Auvergne, tome 1 .